# Raduša (gmina Ub)
Raduša (cyr. Радуша) – wieś w Serbii, w okręgu kolubarskim, w gminie Ub. W 2011 roku liczyła 251 mieszkańców.